# Arpella de Buffon
L'arpella de Buffon (Circus buffoni) és una espècie d'ocell de la família dels accipítrids (Accipitridae). Habita praderies i aiguamolls d'Amèrica del Sud, a Veneçuela i Colòmbia, a la llarga de la costa de la Guaiana, zones no selvàtiques del Brasil i cap al sud fins a Bolívia, el Paraguai, Uruguai, nord de l'Argentina i també al centre de Xile. El seu estat de conservació es considera de risc mínim.